# لويس هيرناندو غوميز
لويس هيرناندو غوميز (بالإسبانية: Luis Hernando Gómez)‏ هو مهرب مخدرات كولومبي، ولد في 14 مارس 1958 في كارتاغو ‏ في كولومبيا.